# WWplus
WWplus is een private uitvoerder in de sociale zekerheid. Het bedrijf verzorgt aanvullende en aansluitende uitkeringen op de werkloosheidsuitkering. WWplus werkt in opdracht van overheids- en onderwijsorganisaties, energie- en nutsbedrijven en bedrijven in de private sector.

## Geschiedenis uitvoering bovenwettelijke WW-regelingen
De Werkloosheidswet (WW) wordt uitgevoerd door het UWV. In diverse cao's zijn bovenwettelijke WW-regelingen afgesproken. Dit zijn regelingen waarin aan werknemers bij ontslag een aanvulling op de WW wordt toegekend. Deze aanvulling kan bestaan uit een aanvulling tijdens de WW-fase. Daarnaast wordt in een aantal cao's voorzien in een aansluitende uitkering na de WW. Bij de meeste cao-regelingen is getracht om de bovenwettelijke regeling zoveel mogelijk te laten aansluiten op de Werkloosheidswet. De regelingen verschillen inhoudelijk per cao.
Tot en met 2005 werden de bovenwettelijke WW-regelingen voor de sector overheid en onderwijs (O&O) uitgevoerd door het UWV. Sinds 2006 voert het UWV geen bovenwettelijke WW-regelingen meer uit en besteden de meeste werkgevers deze werkzaamheden uit. Voor grote opdrachten is een aanbesteding vereist. Aanvullingen op de WW komen ook voor in de vorm van suppletieregelingen in een Sociaal Plan of financiële regelingen in een individuele vaststellingsovereenkomst.

## Geschiedenis WWplus
WWplus voert sinds 2005 wachtgeld- en bovenwettelijke WW-regelingen uit, aanvankelijk vanuit KPMG Management Services (KMS), recenter als zelfstandig bedrijf.
- Voor 2005: uitvoerder van bovenwettelijke ziektekostenregelingen.
- Vanaf 2005: wachtgeld en bovenwettelijke WW voor diverse werkgevers in de sector overheid en onderwijs.
- Uitvoering suppletieregelingen als gevolg van een Sociaal Plan voor werkgevers in de marktsector.
- Vanaf 2011 uitvoering bovenwettelijke WW-regelingen voor Defensie, het primair en het voortgezet onderwijs
- Vanaf 2013 uitvoerder voor het middelbaar beroepsonderwijs.
- Vanaf 1 april 2014 voor water-, energie-, kabel-, telecom-, afval- en milieubedrijven.